# Wolfgang Pelzer
Wolfgang Pelzer (* 4. Mai 1951 in Köln; † 14. Mai 2013 ebenda) war ein deutscher Autor und Erzieher.

## Leben
Pelzer wuchs in Köln auf und studierte zwischen 1970 und 1976 an der Universität zu Köln Philosophie, Deutsch, Geschichte, Pädagogik und Kunstgeschichte auf Lehramt. 1979 begann er eine Referendarsausbildung. Nach der 2. Staatsprüfung und einer kurzen Tätigkeit am Nicolaus-Cusanus-Gymnasium in Bergisch Gladbach wechselte er 1982 als Erzieher zum Internat Fredeburg im sauerländischen Bad Fredeburg. Pelzer war römisch-katholischer Konfession, wurde Vater von vier Kindern und war geschieden. Er lebte bis 2008 in Bad Fredeburg im Hochsauerland. 2008 wechselte er zurück an das Cusanus-Gymnasium in Bergisch Gladbach, an dem er die Fächer Deutsch, Geschichte und Philosophie unterrichtete.
Pelzer hatte im Jahr 2011 einen schweren Fahrradunfall und musste in ärztliche Behandlung, bei der Krebs bei ihm festgestellt wurde. Dieser wurde erfolgreich überwunden. Er starb an einem Aneurysma.

## Schriftstellerische Tätigkeit
Im Zentrum seiner Bücher standen Erziehungsfragen, die er aus einem eher konservativen Standpunkt zu beantworten suchte. Sein bekanntestes Buch ist die Rowohlt-Bildmonografie über den Pädagogen Janusz Korczak.